# Champaign megye (Illinois)
Champaign megye az Amerikai Egyesült Államokban, azon belül Illinois államban található. Megyeszékhelye Urbana, legnagyobb városa Champaign. Lakosainak száma 205 865 fő (2020. április 1.).

## Szomszédos megyék
- McLean megye (északnyugat)
- Ford megye (észak)
- Vermilion megye (kelet)
- Edgar megye (délkelet)
- Douglas megye (dél)
- Piatt megye (nyugat)

## Népesség
A megye népességének változása:
| Lakosok száma | 201 416 | 202 426 | 203 435 | 204 897 | 208 861 | 205 865 |
|               | 2010    | 2011    | 2012    | 2013    | 2015    | 2020    |